# 宮城県道238号釜谷大須雄勝線
宮城県道238号釜谷大須雄勝線（みやぎけんどう238ごう かまやおおすおがつせん）は、宮城県石巻市を通る一般県道である。

## 概要
石巻市釜谷地区から国道398号を結ぶ延長約33 kmの幹線道路。雄勝町伊勢畑地区は東北地方太平洋沖地震（東日本大震災）の津波により甚大な被害を受けたが、伊勢畑復興道路を建設し、2021年（令和3年）1月18日に供用を開始した。
国道398号の東側を大きく迂回するルートを取っている。

### 路線データ
- 起点：宮城県石巻市釜谷[2]西宮山（国道398号交点、宮城県道30号河北桃生線起点）
- 終点：宮城県石巻市雄勝町[2]上雄勝3丁目（国道398号交点）
- 実延長：33.0965 km[1]

## 歴史
- 1958年（昭和33年）3月31日 - 宮城県告示第144号により路線認定。当時の整理番号は170[4]。
- 2011年（平成23年）3月11日 - 東北地方太平洋沖地震（東日本大震災）の津波により雄勝町伊勢畑地区で甚大な被害を受ける[3]。
- 2013年（平成25年度） - 伊勢畑復興道路事業化[3]。
- 2021年（令和3年）1月18日 - 伊勢畑復興道路供用開始[3]。

## 路線状況

### 道路施設

#### 橋梁
- 尾の崎橋

#### 道の駅
- 硯上の里おがつ（石巻市）

## 地理

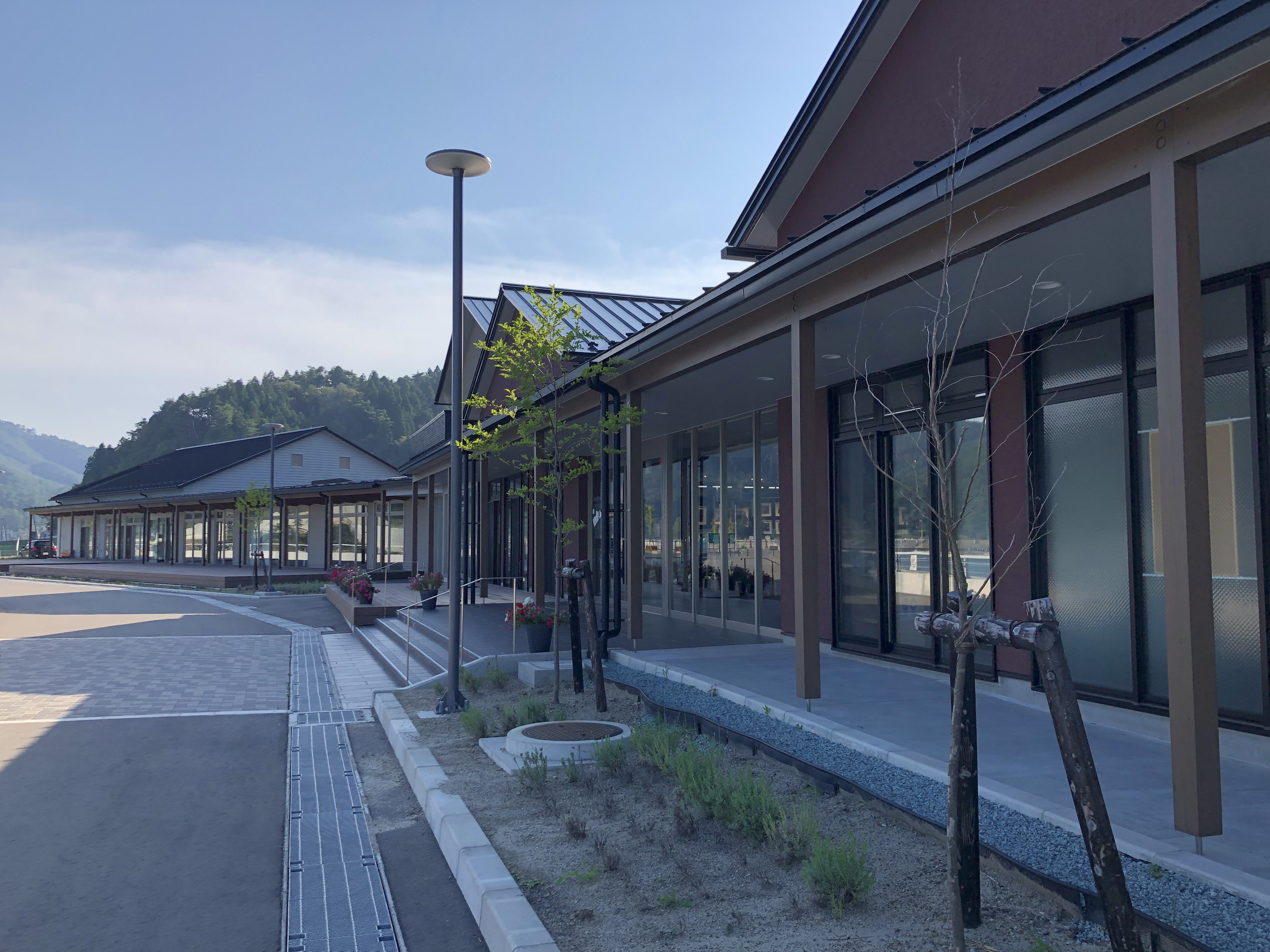
硯上の里おがつの外観

### 通過する自治体
- 宮城県
  - 石巻市

### 交差する道路
| 交差する道路                     | 交差する場所      | 交差する場所 |
| -------------------------------- | ----------------- | ------------ |
| 国道398号 宮城県道30号河北桃生線 | 釜谷西宮山        | 起点         |
| 国道398号                        | 雄勝町上雄勝3丁目 | 終点         |

### 沿線
- 石巻市立大川小学校（震災遺構）
- 石巻市立雄勝小学校
- 道の駅硯上の里おがつ